# Scolopendra multidens
Scolopendra multidens (лат.) — вид губоногих многоножек (Chilopoda) из рода сколопендры (Scolopendra). Вид обитает в тропических лесах Тайваня, Китая, Гуанси, Гонконга; также в Индонезии (о. Ява), Японии и на Филиппинах.